# Barbara Nowacka

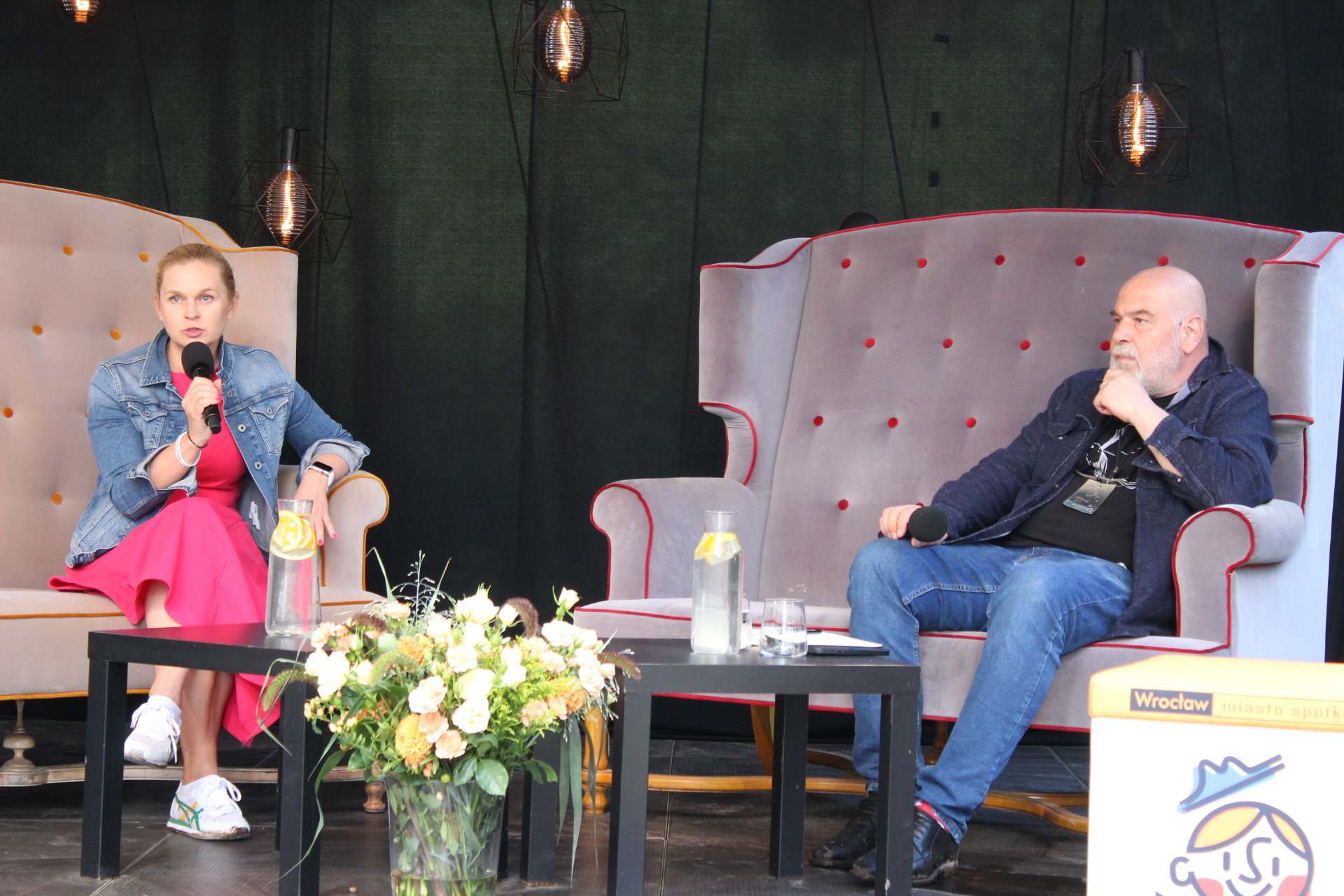
Barbara Nowacka i Irek Grin na Festiwalu Góry Literatury (2024)

Barbara Anna Nowacka (ur. 10 maja 1975 w Warszawie) – polska polityczka i działaczka feministyczna, z wykształcenia informatyczka, współprzewodnicząca partii Twój Ruch (2015–2017), przewodnicząca Inicjatywy Polska (od 2016), posłanka na Sejm IX i X kadencji (od 2019), minister edukacji w trzecim rządzie Donalda Tuska (od 2023).

## Życiorys

### Rodzina, wykształcenie i działalność zawodowa
Jest wnuczką Witolda Nowackiego. Jej matka Izabela Jaruga-Nowacka zajmowała się działalnością polityczną, pełniła m.in. funkcję ministra i wicepremiera; zginęła w 2010 w katastrofie polskiego Tu-154 w Smoleńsku. Jej ojciec Jerzy Nowacki został rektorem Polsko-Japońskiej Akademii Technik Komputerowych. Jako nastolatka brała udział w realizacji programu telewizyjnego dla młodzieży 5-10-15.
Absolwentka VI Liceum Ogólnokształcącego im. Tadeusza Reytana w Warszawie (1994). W 2006 uzyskała tytuł zawodowy inżyniera w zakresie informatyki w Polsko-Japońskiej Akademii Technik Komputerowych w Warszawie, a w 2013 tytuł zawodowy magistra na Wydziale Zarządzania Uniwersytetu Warszawskiego. W 2014 została absolwentką studiów typu MBA we Francuskim Instytucie Zarządzania. Zawodowo związała się z uczelnią zarządzaną przez ojca – objęła stanowisko jej kanclerza.

### Działalność społeczna i polityczna
Od 1993 działała w telefonie zaufania prowadzonym przez Federację na Rzecz Kobiet i Planowania Rodziny. Była członkinią (od 1997) i od 2000 wiceprzewodniczącą młodzieżówki Unii Pracy (Federacji Młodych UP), w latach 2001–2005 należała do samej UP.  W wyborach samorządowych w 1998 bezskutecznie kandydowała do rady gminy Warszawa-Centrum z listy koalicji Przymierze Społeczne. W 2005 była współzałożycielką Młodych Socjalistów. Zasiadła wówczas też w radzie krajowej założonej przez jej matkę partii Unia Lewicy III RP, z której wystąpiła w 2006. Po śmierci matki w 2010 została współzałożycielką i wiceprezesem zarządu Fundacji im. Izabeli Jarugi-Nowackiej.
W wyborach do Parlamentu Europejskiego w maju 2014 bez powodzenia ubiegała się o mandat eurodeputowanej, otwierając listę Europy Plus w okręgu lubelskim (uzyskała 10 290 głosów). W lipcu stanęła na czele think tanku Twojego Ruchu „Plan Zmian”, a w listopadzie tego samego roku wstąpiła do TR. Od czerwca 2015 kierowała zespołem mającym przygotować komitet wyborczy ugrupowań lewicowych w wyborach parlamentarnych. W tym samym miesiącu została współprzewodniczącą Twojego Ruchu, dołączając do Janusza Palikota po wprowadzeniu do statutu tej partii parytetowego przywództwa.
W wyborach parlamentarnych w 2015 była liderką koalicji wyborczej Zjednoczona Lewica i jej kandydatką do Sejmu w okręgu warszawskim. Zdobyła 75 813 głosów, lecz nie uzyskała mandatu, ponieważ ZL nie przekroczyła progu wyborczego. W lutym 2016 współtworzyła stowarzyszenie Inicjatywa Polska, którego została przewodniczącą.
W grudniu 2016 amerykańskie czasopismo „Foreign Policy” umieściło Barbarę Nowacką (wraz z Agnieszką Dziemianowicz-Bąk) na liście FP Top 100 Global Thinkers, uzasadniając to ich udziałem w organizacji czarnego protestu przeciwko projektom zaostrzenia prawa antyaborcyjnego w Polsce. W styczniu 2017 wraz z komitetem inicjatywy ustawodawczej „Ratujmy Kobiety” otrzymała międzynarodową nagrodę „Dla wolności kobiet” im. Simone de Beauvoir „za działania w ochronie praw kobiet i sprzeciwu wobec próbom wprowadzenia całkowitego zakazu aborcji”. W czerwcu 2017 wystąpiła z Twojego Ruchu. W lipcu 2017 została pełnomocniczką komitetu „Ratujmy Kobiety 2017”, postulującego projekt ustawy m.in. liberalizującej ustawodawstwo dotyczące aborcji i wprowadzającej ograniczenia w organizowaniu zgromadzeń przeciwnych ustawie.
We wrześniu 2018 przystąpiła wraz ze swoim stowarzyszeniem do Koalicji Obywatelskiej. W czerwcu 2019 Inicjatywa Polska została zarejestrowana jako partia polityczna, w której Barbara Nowacka objęła funkcję przewodniczącej. W wyborach parlamentarnych w 2019 otwierała listę Koalicji Obywatelskiej w okręgu gdyńskim. Uzyskała mandat posłanki IX kadencji, otrzymując 88 833 głosy. Zdobyła wówczas najlepszy wynik indywidualny w okręgu, pokonując startującego z pierwszego miejsca PiS Marcina Horałę o ponad 2,5 tysiąca głosów. W wyborach w 2023 z powodzeniem ubiegała się o poselską reelekcję, otrzymując 139 524 głosów (co ponownie stanowiło najlepszy indywidualny wynik w okręgu gdyńskim).
12 grudnia 2023 Sejm X kadencji wybrał ją na urząd ministra edukacji w trzecim rządzie Donalda Tuska. Następnego dnia została przez prezydenta RP Andrzeja Dudę powołana na to stanowisko. W styczniu 2024 została powołana przez prezydenta w skład Rady Dialogu Społecznego. Weszła w skład sztabu wyborczego Rafała Trzaskowskiego w trakcie kampanii przed wyborami prezydenckimi w 2025.

## Życie prywatne
Pod koniec lat 90. przez trzy lata była związana z Adrianem Zandbergiem. Później związana z Maciejem, z którym ma syna i córkę.

## Poglądy i krytyka
Barbara Nowacka deklaruje się jako ateistka, zwolenniczka prawa do aborcji, a także finansowania przez państwo zapłodnienia pozaustrojowego, dostępnego również dla samotnych kobiet. Opowiada się za przyznaniem parom jednopłciowym prawa do adopcji dzieci. Przyczyn postaw rasistowskich i uprzedzeń ksenofobicznych upatruje w nierównościach społecznych.
Przeciwniczka organizowania w szkołach publicznych lekcji religii. Jednakże z uwagi na obowiązujący w Polsce konkordat, gwarantujący obecność katechezy w placówkach oświatowych, w trakcie pełnienia funkcji ministra edukacji podjęła działania prowadzące do ograniczenia zajęć z tego przedmiotu z dwóch do jednej godziny w tygodniu.
Kontrowersje wzbudziła 27 stycznia 2025, gdy podczas międzynarodowej konferencji zorganizowanej z okazji 80. rocznicy wyzwolenia niemieckiego obozu koncentracyjnego Auschwitz-Birkenau wypowiedziała słowa: „Na terenie okupowanym przez Niemcy polscy naziści zbudowali obozy, które były obozami pracy, a potem stały się obozami masowej zagłady (…)”. Dzień później przeprosiła za tę wypowiedź, tłumacząc, że nastąpiła na skutek przejęzyczenia. Wypowiedź ta wywołała krytykę m.in. ze strony przedstawicieli Prawa i Sprawiedliwości, którzy np. zarzucili jej wpisywanie się w „antypolską propagandę”.

## Wyniki w wyborach ogólnopolskich
| Wybory | Komitet wyborczy | Komitet wyborczy      | Organ                              | Okręg | Wynik           |
| ------ | ---------------- | --------------------- | ---------------------------------- | ----- | --------------- |
| 2014   |                  | Europa Plus Twój Ruch | Parlament Europejski VIII kadencji | nr 8  | 10 290 (2,58%)  |
| 2015   |                  | Zjednoczona Lewica    | Sejm VIII kadencji                 | nr 19 | 75 813 (6,92%)  |
| 2019   |                  | Koalicja Obywatelska  | Sejm IX kadencji                   | nr 26 | 88 833 (15,30%) |
| 2023   | Sejm X kadencji  | Koalicja Obywatelska  | 139 524 (20,43%)                   | nr 26 |                 |

## Odznaczenia
- Kawaler Orderu Narodowego Zasługi – Francja, 2020[44]